# Estraden (Band)
Estraden ist eine schwedische Popgruppe, die sich 2017 gegründet hat. Die Gruppe besteht aus den Mitgliedern Carl Silvergran, Felix Flygare Floderer und Louise Lennartsson. Ihre Musik wird beim Plattenlabel Sony Music verlegt. Ihren Durchbruch hatten sie 2018 mit dem Nummer-eins-Hit Mer för varandra zusammen mit Norlie & KKV.

## Hintergrund
Louise Lennartsson, Felix Flygare Floderer und Carl Silvergran sind Produzenten und Songwriter und arbeiten jeweils auch an ihren eigenen Projekten bei demselben Label. Unabhängig voneinander haben sie unter anderem an Liedern für Astrid S, Avicii, Kygo, Molly Sandén und Tjuvjakt mitgewirkt. Bei der gemeinsamen Arbeit an der Single Used To für den schwedischen Sänger Sandro Cavazza lernten sie sich kennen. In einer Kaffeepause schrieben sie den Text für Mer för varandra. Sie beschlossen, das Lied selbst zu veröffentlichen, und gründeten dafür die Band Estrad. Mer för varandra erschien schließlich 2018 in Zusammenarbeit mit dem populären Pop-Duo Norlie & KKV und erreichte Platz 1 der schwedischen Charts.
Im Jahr darauf hatten sie mit Vårt år zusammen mit Tjuvjakt den nächsten Top-10-Hit, sie veröffentlichten aber auch Songs alleine als Trio. Wegen eines Namenrechtsstreits mussten sie im Juni 2019 den Namen in Estraden ändern. Der ursprüngliche Name der Gruppe Estrad hat keinen Bezug zur Gruppe und bezeichnet eine größere Bühne. Ihren ersten TV-Auftritt hatte die Gruppe am 30. Juni 2019 in der Sendung Sommarkrysset beim schwedischen Sender TV4 mit einem Medley aus ihren Liedern Vi två, Mer för varandra und Vårt år. Ende des Jahres hatten sie mit Bra för dig und Unterstützung von Sänger Victor Leksell einen zweiten großen Hit, der zwar Platz 1 knapp verpasste, aber mehr als ein Jahr in den Charts blieb und mit Dreifach-Platin ausgezeichnet wurde. Im Jahr darauf veröffentlichten sie ihr Debütalbum Mellan hägg och syrén. Sie kamen damit auf Platz 11 der Albumcharts und brachten mehrere Songs daraus in die Singlecharts.
Ab 2021 veröffentlichten sie in unregelmäßigen Abständen weitere Lieder und blieben in den Charts präsent. Eine Zusammenstellung dieser Songs erschien 2023 als zweites Album unter dem Titel 20-nånting. Im Jahr darauf nahm Louise Lennartsson an der Fernsehshow Så mycket bättre teil, der schwedischen Version von Sing meinen Song. Ein weiteres Jahr später schrieben sie Vinnare, den Song für die schwedische Nationalmannschaft bei der Fußball-Europameisterschaft der Frauen 2025, den sie zusammen mit dem Rapper Petter aufnahmen.

## Diskografie

### Alben
| Jahr | Titel                 | Höchstplatzierung, Gesamtwochen, AuszeichnungChartsChartplatzierungen (Jahr, Titel, Platzierungen, Wochen, Auszeichnungen, Anmerkungen) | Anmerkungen |
| Jahr | Titel                 | SE | Anmerkungen |
| ---- | --------------------- | --- | ----------- |
| 2020 | Mellan hägg och syrén | SE11 (10 Wo.)SE |             |
| 2023 | 20-nånting            | SE38 (1 Wo.)SE |             |

### Lieder
| Jahr | Titel Album                                 | Höchstplatzierung, Gesamtwochen, AuszeichnungChartsChartplatzierungen (Jahr, Titel, Album, Platzierungen, Wochen, Auszeichnungen, Anmerkungen) | Anmerkungen                                |
| Jahr | Titel Album                                 | SE | Anmerkungen                                |
| ---- | ------------------------------------------- | --- | ------------------------------------------ |
| 2018 | Mer för varandra –                          | SE1 (46 Wo.)SE | Norlie & KKV & Estrad                      |
| 2019 | Vårt år Mellan hägg och syrén               | SE9 ×2Doppelplatin · (28 Wo.)SE | als Estrad mit Tjuvjakt                    |
| 2019 | Vi två Mellan hägg och syrén                | SE55 Platin · (19 Wo.)SE | als Estrad                                 |
| 2019 | Inget som nu Mellan hägg och syrén          | SE69 (1 Wo.)SE | als Estrad                                 |
| 2019 | Smartare Mellan hägg och syrén              | SE28 Platin · (17 Wo.)SE | mit Molly Sandén                           |
| 2019 | Bra för dig Mellan hägg och syrén           | SE2 ×3Dreifachplatin · (63 Wo.)SE | featuring Victor Leksell                   |
| 2020 | Det svåraste Mellan hägg och syrén          | SE23 Gold · (7 Wo.)SE |                                            |
| 2020 | Dansar med mig själv Mellan hägg och syrén  | SE27 Gold · (10 Wo.)SE |                                            |
| 2020 | Aldrig med vara du Mellan hägg och syrén    | SE20 Platin · (17 Wo.)SE |                                            |
| 2020 | Minns det bästa Mellan hägg och syrén       | SE31 (5 Wo.)SE |                                            |
| 2021 | Sommarn är över 20-nånting                  | SE30 (7 Wo.)SE | featuring Eah                              |
| 2021 | Kyssa dig nu 20-nånting                     | SE71 (1 Wo.)SE |                                            |
| 2022 | Tusen gånger om 20-nånting                  | SE13 (16 Wo.)SE | featuring Newkid                           |
| 2023 | Gråter tillsammans över varandra 20-nånting | SE21 (6 Wo.)SE |                                            |
| 2023 | Mitt hjärta slår 20-nånting                 | SE72 (2 Wo.)SE |                                            |
| 2023 | Glömmer att glömma 20-nånting               | SE35 (3 Wo.)SE |                                            |
| 2023 | Bästa var du 20-nånting                     | SE45 (4 Wo.)SE |                                            |
| 2023 | 20-nånting                                  | SE57 (1 Wo.)SE |                                            |
| 2024 | Genom eld & vatten –                        | SE27 (5 Wo.)SE |                                            |
| 2024 | Jag borde gå –                              | SE71 (1 Wo.)SE |                                            |
| 2024 | Stanna här –                                | SE86 (1 Wo.)SE |                                            |
| 2025 | Bara vi, bara jag, bara du –                | SE57 (1 Wo.)SE | mit Tjuvjakt                               |
| 2025 | Vinnare –                                   | SE65 (1 Wo.)SE | Sveriges officiella EM-låt 2025 mit Petter |

Weitere Lieder
- 2022: Säg till din mamma
- 2024: Jeansjacka
- 2024: Stenad i Stockholm (featuring Simon Superti)
- 2024: Jag borde gå (Original: Seinabo Sey; aus Så mycket bättre 2024)
- 2025: Varningsklocka

Gastbeiträge

| Jahr | Titel Interpreten                   | Höchstplatzierung, Gesamtwochen, AuszeichnungChartsChartplatzierungen (Jahr, Titel, Interpreten, Platzierungen, Wochen, Auszeichnungen, Anmerkungen) | Anmerkungen |
| Jahr | Titel Interpreten                   | SE | Anmerkungen |
| ---- | ----------------------------------- | --- | ----------- |
| 2020 | För evigt Jireel featuring Estraden | SE10 (10 Wo.)SE |             |
| 2022 | Ensam Loam featuring Estraden       | SE11 (15 Wo.)SE |             |
| 2024 | Alla vill A36 featuring Estraden    | SE17 (9 Wo.)SE |             |